# Christina Alčevskaja
Christina Alčevskaja, nata Žuravlëva (in russo Христина Даниловна Алчевская?; in ucraino Христина Данилівна Алчевська?, Chrystyna Danylivna Alčevs'ka; Borzna, 4 aprile 1841 – Charkiv, 15 agosto 1920), è stata una scrittrice e insegnante ucraina, attivista di spicco per il miglioramento del sistema educativo nazionale. Creò una metodologia della bibliografia che fu implementata in molte scuole russe. Nel 1862, dette vita alla prima scuola femminile gratuita in Ucraina. Nel 1889, venne eletta vicepresidente dell'International League of Education a Parigi.

## Biografia
Khrystyna nacque il 4 aprile 1841 a Borzna, governatorato di Chernihiv, ora in Ucraina. Sposò Alexey (Oleksii) K. Alchevsky, un uomo d'affari ucraino, in seguito proprietario di una grande miniera e acciaieria. Alcuni dei loro figli diventarono artisti di talento: il figlio, Ivan Alchevsky, era un rinomato cantante d'opera, la figlia, Khrystia Alchevska, era una poetessa, un altro figlio, Hryhorii Alchevsky, era un compositore. 
Visse e lavorò a Charkiv, dove morì il 15 agosto 1920. 

## Vita professionale
A partire dal 1862, mantenne la scuola domenicale femminile di Kharkiv (ufficialmente accreditata nel 1870) a proprie spese. La scuola rimase in attività per 50 anni ed era rinomata per i suoi metodi altamente sviluppati di educazione degli adulti (Borys Hrinchenko aveva insegnato nella scuola da giovane). Christina era un'eminente pedagoga che avviò un metodo di educazione degli adulti con l'impiego di opere letterarie, invece dei libri di ortografia. Nel 1889, partecipò all'Esposizione di Parigi come rappresentante degli insegnanti di studenti adulti dell'Impero russo. Insegnò in ucraino fino a quando non fu costretta dal governo a passare al russo. 
Nel 1906 Alchevska compilò una guida metodologica e bibliografica pluripremiata, Chto chitat 'narodu. Questo lavoro ottenne il primo premio alla Mostra Internazionale di Parigi e un altro manuale usato per l'insegnamento, Kniga vzroslykh  nel 1900. Scrisse un libro di memorie, Peredumannoe i perezhitoe, nel 1912 e pubblicò numerosi articoli metodologici sull'educazione degli adulti. Nel 1860, gli articoli di Alchevska apparvero sul diario Kolokol di Aleksandr Herzen, sotto lo pseudonimo di Ukrainka. Alchevska incoraggiò le ragazze e le donne a vestirsi in costumi regionali tradizionali a feste della comunità e per eseguire canti popolari. Indossava il costume contadino come simbolo della sua dedizione alle persone alle quali insegnava. 
Nel 1963, O. Mazurkevych pubblicò un libro sul lavoro educativo di Alchevska e dei suoi colleghi.